# Schweizer Fussballmeisterschaft 1921/1922
Dvacátý pátý ročník Schweizer Fussballmeisterschaft (česky: Švýcarské fotbalové mistrovství) se opět konal za účasti dvaceti čtyř klubů.
Dvacet čtyři klubů bylo rozděleno do tří skupin (východ, centrum a západ), poté se vítězové skupin utkali proti sobě každý s každým. Sezonu vyhrál potřetí ve své historii Servette FC.